# كريستيان جيربر
كريستيان جيربر (بالألمانية: Christian Gottlob Gerber) (و. 1686 – 1764 م) هو مؤرخ، وعالم عقيدة، وكاتب، من ألمانيا، توفي عن عمر يناهز 78 عاماً.